# Gravitációs hullám

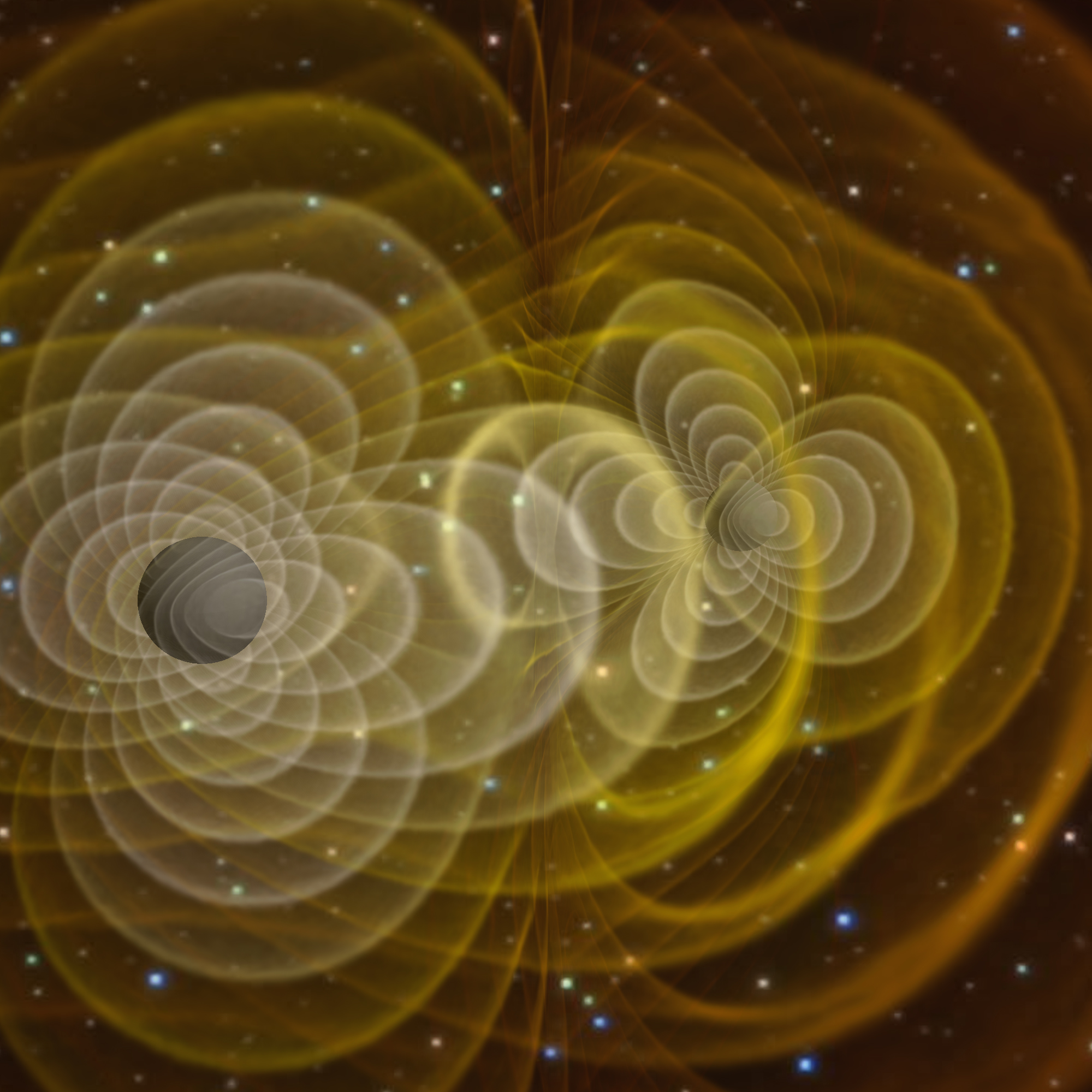
Az Einstein által leírt gravitációs hullámok ábrázolása a NASA számítógépes szimulációjában

A gravitációs hullám a téridő görbületének hullámszerűen terjedő megváltozása, amelyet Albert Einstein általános relativitáselmélete jósolt meg. Nemcsak a klasszikus értelemben megfogalmazott tömegvonzás „mellékterméke”, hanem minden gyorsuló tömeg kelti. A gravitációs sugárzás a gravitációs hullámok által továbbított energia. A gravitációs hullámokat keltő rendszerek fontos példái a kettőscsillagok, amelyek egyik tagja fehér törpe, neutroncsillag, vagy fekete lyuk.
Csak 2015-ben sikerült közvetlenül is észlelni a gravitációs sugárzást, előtte azonban közvetett formában már sikerült a kimutatása a Hulse-Taylor kettőspulzár periódusidejének precíz mérése alapján. Ez volt az 1993-as fizikai Nobel-díj kiadásának alapja. A csillagászat új ágát indította el a „gravitációshullám-csillagászat”. 2014 márciusában egy kutatócsoport bejelentette, hogy a BICEP2 űrteleszkóppal olyan jelet találtak, ami közvetett bizonyítékot szolgáltat a gravitációs hullámok létezésére.

## Általános tulajdonságai
Az általános relativitáselmélet szerint a gravitációs tér változásai nem hatnak azonnal, mint a newtoni égi mechanikában, hanem fénysebességgel terjed a zavar. Emiatt minden gyorsuló tömegekből álló rendszer (mint amilyen egy kettőscsillagrendszer vagy egy keringő bolygó) gravitációs hullámot kelt. Ez a jelenség formailag az elektromágneses sugárzáshoz hasonló, de lényeges különbség a kettő között, hogy negatív tömeg jelenlegi tudásunk szerint nincs. Emiatt nincs gravitációs dipólus, hanem a gravitációs sugárzás kvadrupól sugárzás. Továbbá érvényes rá a Birkhoff-tétel alapján, hogy egy szimmetrikusan oszcilláló tömegeloszlás nem képes gravitációs hullámot létrehozni.
A gravitációs hullámok lényeges sajátossága, hogy a világűrben található objektumok nem „árnyékolják le”, tehát nem gyengítik. Ez azzal a korszakalkotó következménnyel jár, hogy a csillagászatban olyan, eddig nem látható objektumokat lehet majd megfigyelni, amik nem bocsátanak ki fényt (pl. fekete lyuk) vagy más elektromágneses sugárzást, vagy ha igen, azokat más objektumok elfedik előlünk.
A feltételek értelmezéséhez szükséges megjegyeznünk, hogy a fizikában a gyorsulás nem csak a sebesség nagyságának változását jelentheti. Gyorsuló mozgás az is, amikor a sebesség iránya változik folyamatosan, így például a Föld körül gyakorlatilag egyenletes sebességgel keringő Hold mozgása is gyorsuló mozgás.
A gravitáció kvantumtérelmélete szerint, melynek elméleti leírása eddig nem sikerült, a gravitációt a gravitációs kölcsönhatás gravitonok által közvetíti, ami azt jelenti, hogy a gravitációs hullámok gravitonoknak nevezett kvantált egységekben sugárzódnak ki és nyelődnek el. A graviton az elektrodinamika fotonjaihoz hasonlít. Az elektrodinamikában szerzett tapasztalatokból (dipólus → a foton spinje 1) kiindulva a graviton (kvadrupól) spinje valószínűleg 2.
Egy további különbség a gravitációs hullámok és az elektromágneses hullámok között az a körülmény, hogy az elektrodinamikában érvényes szuperpozíció elve az einsteini téregyenletek nemlinearitása miatt csak kis amplitúdók esetén, közelítőleg használható. Az elektromágneses hullámok esetén a hullámegyenlet pontosan (egzaktul) megkapható a lineáris Maxwell-egyenletekből. A gravitációs hullámok esetén a hullámegyenlet csak kis amplitúdók esetén közelítőleg érvényes. Ez az egy adott fizikai helyzetnek megfelelő hullámmegoldások kiszámítását jelentősen megnehezíti. Sok esetben csupán a nemlineáris téregyenleteket lineáris differenciálegyenletekkel közelítve határozhatóak meg a közelítő megoldások.
A gravitációs hullámok transzverzális hullámok. Egy megfigyelő számára a téridő a hullám terjedésére merőlegesen nyúlik és rövidül. Az elektromágneses hullámokhoz hasonlóan a gravitációs hullámok is két polarizációs állapottal rendelkeznek.

Polarizált gravitációs hullám hatása egy részecskegyűrűre. A hullám a képernyő síkjára merőleges irányban halad

Polarizálatlan gravitációs hullám hatása egy részecskegyűrűre. A hullám tetszőleges irányban halad

A hullám hatása az, hogy a rá merőleges egyik téridő-koordinátatengely mentén a távolságok megrövidülnek, a rá merőleges másik koordinátatengely mentén pedig meghosszabbodnak. A jelenleg legerősebbnek várt intenzitású hullámforrások hatása a Földön várhatóan legjobb esetben is csak kb. 1:1020 lesz. Ez a Föld méretét is csak egy atom méretének századával változtatja meg.
Más hullámokhoz hasonlóan a gravitációs hullámokat is jellemezhetjük a következő paraméterekkel:
- Amplitúdó: Általában {\displaystyle h} jelöli, ez a hullám mérete – a fenti képen a rövidülés-nyúlás aránya. Az ábrázolt esetben ez az arány körülbelül {\displaystyle h=0.5} (vagy 50%). A Földön áthaladó gravitációs hullámok ennél sok milliárd milliárdszor gyengébbek, náluk {\displaystyle h\approx 10^{-20}}.
- Frekvencia: Általában {\displaystyle \nu } jelöli, ez az oszcilláció időbeli gyakorisága, mértékegysége a Hz.
- Hullámhossz: Általában {\displaystyle \lambda } jelöli, ez a hullámban két egymást követő azonos fázisú pont – például két szomszédos maximális kitérésű helyzet – közti távolság. Mivel az általános relativitáselmélet posztulátuma, hogy a gravitáció is fénysebességgel terjed, a frekvencia és a hullámhossz összefüggnek.
- Sebesség: Az a sebesség, amivel a hullámfront maximuma halad. Kis amplitúdójú gravitációs hullámok esetében ez a fénysebesség, {\displaystyle c}.

## Hullámforrások

A két egymás körül keringő neutroncsillag által keltett gravitációs hullám keringési síkbeli része

Minden változás a világegyetembeli tömeg és/vagy energia megváltozásában, amelyben legalább a kvadrupolmomentum az időben megváltozik, gravitációs hullámok kibocsátásához vezet. Legegyszerűbb esetben ezt két egymás körül keringő tömeg okozza. Mivel a gravitációs kölcsönhatás nagyon gyenge, ezért ez a hatás a Naprendszerünkben szokásos tömegek esetén olyan kicsi, hogy eddig nem volt kimutatható.
Intenzívebb és ezért megfigyelhető gravitációs hullámforrásokat szupernóvarobbanások során várunk, valamint
olyan egymás körül keringő párok esetén, amelyek tagjai neutroncsillagok vagy fekete lyukak. A jelenlegi kísérletekben ilyen forrásokból reméljük kimutatni a hullámot. Az ilyen források hatalmas távolsága miatt ezek hatása a Földnél rendkívül kicsi, és nehéz megkülönböztetni helyi jelenségektől, például a földrengéstől.
Az Ősrobbanás is gravitációs hullámforrásként szolgál, melynek a frekvenciája és energiasűrűsége azonban a világegyetem tágulása miatt olyan kicsivé vált, hogy csak a 2015-re az űrbe tervezett LISA detektornak lesz esélye kimutatni.
A gravitációs hullámok sugárzásának kiszámítása elég nehéz, de szükséges, hogy a mérések lehetségességét előre tudjuk jelezni.
Elvileg a gravitációs hullámok szinte bármilyen frekvenciájúak lehetnek, nagyon alacsony frekvenciájúak észlelése teljességgel lehetetlen lehet, nagyon nagy frekvenciájúak esetében pedig könnyen lehet, hogy egyáltalán nincs azokat kelteni képes sugárforrás a világegyetemben. Stephen W. Hawking és Werner Israel megadott egy listát a gravitációs hullámok különböző, viszonylag könnyen észlelhetőnek várt tartományaira 10−7 Hz és 1011 Hz között.
Általában véve a gravitációs hullámokat gyorsuló mozgású tömegek keltik, feltéve, hogy ez a gyorsulás nem teljesen gömbszimmetrikus (mint például egy forgó, táguló vagy összehúzódó gömb), vagy hengerszimmetrikus (mint egy forgó korong).
Ennek érzékeltetésére egy forgó súlyzó a legjobb példa. Egyfelől, ha a súlyzó a tengelye körül forog, akkor – a forgás hengerszimmetrikus lévén – nem fog gravitációs hullámokat sugározni. Ha azonban a geometriai tengelyére merőleges forgástengely körül forog, akkor gravitációs hullámokat fog kelteni. Minél nagyobb tömegű súlyzóról van szó, és minél gyorsabb forgásról, a keltett gravitációs hullámok annál erősebbek lesznek. Abban az extrém esetben, ha a két súly helyén két nagy tömegű objektumról, például neutroncsillagról vagy fekete lyukról van szó, a kisugárzott energia olyan nagy lehet, hogy mai műszereinkkel is mérhetővé válhat.
Néhány részletesebb példa erre:
- Két egymás körül kvázi-kepleri keringést végző test (például a Nap körül keringő bolygók) sugározni fognak
- Egy forgó nem-tengelyszimmetrikus (például ha egy anyagcsomó van rajta) bolygószerű test szintén sugározni fog
- Egy szupernóva szintén gravitációs hullámforrásként szolgál, kivéve azt az igen valószínűtlen esetet, hogy teljesen szimmetrikus.
- Egy elszigetelt, konstans sebességgel mozgó, nem forgó szilárd tárgy nem sugároz. Ez az impulzusmegmaradás törvénye alapján is belátható.
- Egy forgó korong sem kelt gravitációs hullámokat. Ez az impulzusmomentum megmaradása alapján is belátható. Másrészt viszont egy ilyen rendszer képes lesz gravitomágneses hatások keltésére.
- Egy gömbszerűen pulzáló gömbszimmetrikus csillag – nem-nulla monopólmomentum (tömeg), de nulla kvadrupólmomentum esetén – sem fog gravitációs hullámokat kelteni a Birkhoff-tétel értelmében.

Precízebben megfogalmazva egy elszigetelt rendszer kvadrupólmomentumának harmadik időderiváltja (vagy l. multipólmomentumának l. deriváltja) kell nemnulla legyen a gravitációs sugárzás keltéséhez. Ezzel ahhoz hasonló, hogy elektromágneses sugárzás keltéséhez is változó dipólmomentumú elektromos töltésre, vagy áramra van szükség.

## Megjelenése
A gravitációs hullám megjelenése alapján többféle lehet:
- periodikus,
- bespirálozó,
- kitörésszerű,
- sztochasztikus

A periodikus gravitációs hullám forrása olyan gravitációs rendszer, amely viszonylag állandó, jól meghatározott frekvenciával rendelkezik. Ilyenre példa egy olyan kettős rendszer, mint az egymás körül keringő neutroncsillag és fekete lyuk, vagy a saját tengelye körül gyorsan forgó neutroncsillag, melynek felszínén valamilyen szabálytalanság található. Ezek a források várhatóan viszonylag gyenge gravitációs hullámokat keltenek.
Bespirálozó gravitációs hullám egy rövidesen egybeolvadó, gravitációs kettős rendszer életének végső szakaszában keletkezik. Az ilyen rendszer általában két neutroncsillagból, két fekete lyukból, vagy egy neutroncsillagból és egy fekete lyukból áll. Ezek egymás körül keringenek, és idővel a pályájuk annyira közel kerül egymáshoz, hogy a két test hamarosan egybeolvad. Mozgásuk során a két test távolsága egyre csökken, sebessége pedig nő, ennek megfelelően a gravitációs hullám frekvenciája folyamatosan emelkedik. A megnevezés onnan ered, hogy a rendszer két tagjai spirális pályán egyre közelebb kerülnek egymáshoz.
A kitörésszerű gravitációs hullám rövid időtartamú, ismeretlen működésű vagy előre nem várt forrásból érkezik. Egyes elméletek szerint egyes rendszerek, például a szupernóva vagy gamma-kitörés kelthet kitörésszerű gravitációs hullámokat.
A sztochasztikus gravitációs hullámok az univerzum fejlődésének korai szakaszából maradtak vissza. Az ősrobbanást tartják a legvalószínűbb folyamatnak, amely felelős lehet a sztochasztikus gravitációs hullámok (és egyben a kozmikus mikrohullámú háttérsugárzás) létrejöttéért. Ezért ezek a gravitációs hullámok fontos információval szolgálhatnak a világegyetem eredetéről és történetéről.

## A gravitációs hullámok kimutatása
Az 1960-as évek óta folynak kísérletek Joseph Weber (Marylandi Egyetem) vezetésével nagy, körülbelül másfél tonna tömegű fémhengerekkel, amelyeknek hullámzásba kellene jönniük a gravitációs hullámok hatására. Később további, azonos elven működő detektorokat építettek. Kétségkívül bebizonyosodott, hogy a fejlettségük ellenére a felfüggesztés- és méréstechnika nem megfelelő erre a feladatra. A módszer egy további hátulütője, hogy egy ilyen henger csak a rezonanciafrekvenciája nagyon szűk környezetében képes hullámzás észlelésére. Ezért más megoldásokat kellett keresni.
Manapság Michelson-interferométereket használnak, hogy a rajtuk keresztülhaladó hullámokat azonnal meg tudják figyelni. Ezekben a téridő tulajdonságainak helyi változásai két lézersugár érzékeny interferenciáját változtatják meg. Ilyen típusú jelenlegi kísérletek – mint például a GEO600 (Németország / Nagy-Britannia), VIRGO (Olaszország), TAMA300 (Japán) és a LIGO (USA) – néhány éve folynak.
Ezek a kísérletek lézerfényt használnak, amely hosszú alagutakban oda-vissza fut. Az áthaladó gravitációs hullámoknak meg kell változtatniuk az alagút hosszát, ezt pedig egy ellenőrző lézernyalábbal való interferencián keresztül mérni lehet. A gravitációs hullámok közvetlen észleléséhez olyan fejlett méréstechnika szükséges, ami egészen minimális hosszváltozás (a proton méretének ezredrésze) kimutatására is képes. A tervezett LISA kísérlet a világűrben zajlik.
A gravitációs hullámok egy indirekt kimutatása sikerült Russell Hulsenak és Joseph Taylornak, a Princeton Egyetem fizikusainak. A két tudós az 1974-ben felfedezett kettőspulzár, a PSR 1913+16 sokéves megfigyelésével igazolta, hogy az egymás körül keringő két tömeg pályája az idő folyamán egyre szűkebbé vált, azaz energiát vesztett a rendszer. A megfigyelt energiaveszteség pontosan egyezik az elméletileg számolt értékkel, amelyet a gravitációs sugárzás veszteségére kaptak. Hulse-t és Taylort felfedezésükért 1993-ban fizikai Nobel-díjjal tüntették ki.
2014 márciusában Harvard-Smithsonian Asztrofizikai Központ kutatói bejelentették, hogy a BICEP2 teleszkóppal olyan jelet találtak, amely közvetett bizonyítékot szolgáltat a gravitációs hullámok létezésére. A kinyert adatokkal azonban még további vizsgálatokat kell végezni.
2016. február 11-én bejelentették, hogy 2015. szeptember 14-én a LIGO gravitációs hullámokat megfigyelő obszervatórium mindkét detektora gravitációs hullámokat észlelt. A kutatásban részt vett több tucat amerikai és európai kutatócsoport mellett a budapesti Eötvös Loránd Tudományegyetem és a debreceni MTA Atommagkutató Intézet összefogásában működő Eötvös Gravity Research Group (EGRG), valamint a Szegedi Tudományegyetem LSC csoportja és az MTA Wigner Fizikai Kutatóközpont.
2017. augusztus 17-én, helyi idő szerint 12 óra 41 perckor a LIGO és a VIRGO két neutroncsillag összeolvadása közben kibocsátott gravitációs hullámot észlelt.

2023. június 29-én jelentették be, hogy pulzárok több évtizedes megfigyelése útján bizonyítékot találtak alacsonyfrekvenciás gravitációs hullámok létezésére. Ezen hullámok periódusideje több év-évtized, amelyek így egészen más folyamatokba engednek betekintést az eddig észlelt milliszekundumos periódusidejű gravitációs hullámokhoz képest. A megfigyelt jel legvalószínűbb forrásai nagyon nagy tömegű feketelyuk-kettősök, amelyek galaxisok összeolvadása után alakulhatnak ki. A kutatásban több száz kutató részt vett a világ minden tájáról, köztük az Eötvös Loránd Tudományegyetem kutatói is.